# Hotaru no Hikari
Hotaru no Hikari (蛍の光, wörtlich bedeutend Leuchten des Glühwürmchens) ist ein volkstümliches, japanisches Abschiedslied, dessen Melodie auf dem schottischen Volkslied Auld Lang Syne basiert, dessen Text aber komplett abgeändert wurde.
Der Liedtexter ist unbekannt, in mehreren unterschiedlichen Quellen wird Chiaki Inagaki die Entstehung des Textes zugeschrieben. Es beschreibt mehrere Hürden, die ein Schüler während seines Schullebens beschreiten muss, um Wissen zu erlangen. Erstmals wurde das Lied im Jahr 1881 in einem Gesangbuch für Grundschüler veröffentlicht. In Japan wird das Lied am Neujahrsabend gesungen, aber auch am Ende von einzelnen Schultagen bis hin zu Schulabschlussfeiern.
Inzwischen ist es Tradition, dass die Teilnehmer am Gesangswettbewerb Kōhaku Uta Gassen das Lied gemeinsam zum Abschluss der Fernsehsendung singen. Das Lied wird seit der neunten Austragung des Wettbewerbs im Jahr 1958 zum Abschluss gesungen.
Als Japan im Dezember des Jahres 1941 in den Zweiten Weltkrieg zog, wurden englischsprachige Lieder verboten. Hotaru no Hikari war von dem Verbot nicht betroffen, da das Lied ins Japanische übersetzt worden war. Seit dem Ende des Zweiten Weltkrieges und der Besatzung Japans durch die Vereinigten Staaten werden die dritte und vierte Strophe des Liedes aufgrund seiner nationalistischen Auslegung nicht mehr gesungen.

## Das Lied
| Japanisch | Transkription | Teilübersetzung |
| --- | --- | --------------- |
| 『蛍の光』 1. 蛍の光、窓の雪、 書読む月日、重ねつゝ。 何時しか年も、すぎの戸を、 開けてぞ今朝は、別れ行く。 2. 止まるも行くも、限りとて、 互に思ふ、千萬の。 心の端を、一言に、 幸くと許り、歌うなり。 3. 筑紫の極み、陸の奥、 海山遠く、隔つとも。 その眞心は、隔て無く、 一つに尽くせ、國の為。 4. 千島の奥も、沖繩も、 八洲の内の、護りなり。 至らん國に、勲しく、 努めよ我が背、恙無く。 | 『Hotaru no Hikari』 1. Hotaru no hikari, mado no yuki, Fumi yomu tsukihi, kasane tsutsu Itsushika toshi mo, sugi no to wo, Aketezo kesa wa, wakare yuku. 2. Tomaru mo yuku mo, kagiri tote, Katami ni omou, chiyorodzu no, Kokoro no hashi wo, hitokoto ni, Sakiku to bakari, utau nari. 3. Tsukushi no kiwami, michi no oku, Umi yama tooku, hedatsu tomo, Sono magokoro wa, hedate naku, Hitotsu ni tsukuse, kuni no tame 4. Chishima no oku mo, Okinawa mo Yashima no uchi no, mamori nari Itaran kuni ni, isaoshiku Tsutome yo waga se, tsutsuganaku |                 |

## Weblink
- Informationen zum Lied auf Everything2.com (englisch)